# Francis Chullikatt
Francis Assisi Chullikatt (Bolghatty, 20 maart 1953) is een Indiaas geestelijke en een diplomaat van de Romeinse Curie.
Chullikatt studeerde theologie en werd op 3 juni 1978 tot priester voor het aartsbisdom Verapoly gewijd. Hij studeerde vervolgens in Rome aan de Pauselijke Ecclesiastische Academie, de diplomatenopleiding van de Heilige Stoel. Hier promoveerde hij in het canoniek recht waarna hij in 1988 in dienst trad van het Staatssecretariaat van de Heilige Stoel. Hij werkte vervolgens aan de apostolische nuntiaturen in Honduras, in zuidelijk Afrika en bij de permanente vertegenwoordiging bij de Verenigde Naties.
Op 29 april 2006 werd Chullikatt benoemd tot apostolisch nuntius voor Jordanië en Irak en tot titulair aartsbisschop van Ostra. Hij ontving zijn bisschopswijding op 25 juni 2006 uit handen van Giovanni Lajolo. Medewijdende bisschoppen waren Daniel Acharuparambil en Pedro López Quintana. Hij koos als wapenspreuk Fidei in Virtute (Geloof in kracht, 2 Tessalonicenzen, 1:11).
Op 17 juli 2010 werd Chullikatt benoemd tot permanent vertegenwoordiger van de H. Stoel bij de Verenigde Naties, als opvolger van Celestino Migliore. Als nuntius in Jordanië en Irak werd hij opgevolgd door Giorgio Lingua. In juli 2014 werd Chullikatt als nuntius bij de Verenigde Naties opgevolgd door de Filipijnse aartsbisschop Bernardito Auza.
Op 30 april 2016 volgde de benoeming van Chullikatt tot apostolisch nuntius voor Kazachstan en Tadzjikistan. Op 24 juni 2016 volgde tevens zijn benoeming tot nuntius voor Kirgizië.
Chullikat werd op 1 oktober 2022 benoemd tot apostolisch nuntius voor Bosnië en Herzegovina en voor Montenegro.